# Пейот
Пейотът (на испански: peyote от ацтекското peyotl) е малък кактус, известен в ботаниката под латинското наименование Lophophora williamsii.
Среща се в югозападната част на САЩ и на територията на Мексико.
Съдържа множество алкалоиди, сред които и мескалин, вещество с мощно халюциногенно въздействие.
Поради изключително бавния си темп на развитие (понякога му отнема до 30 години, докато стигне до първия си цъфтеж) и съответно – на разпространение, пейотът се смята за застрашен от изчезване.